# Maurits Cornelis Escher
Maurits Cornelis Escher, pronuncia olandese [ˈmɔu̯rɪts kɔrˈneːlɪs ˈɛsər] oppure [ˈɛʃər] (Leeuwarden, 17 giugno 1898 – Laren, 27 marzo 1972), è stato un incisore e grafico olandese.
Il suo nome è indissolubilmente legato alle sue incisioni su legno, litografie e mezzetinte che tendono a presentare costruzioni impossibili, esplorazioni dell'infinito, tassellature del piano e dello spazio e motivi a geometrie interconnesse che cambiano gradualmente in forme via via differenti. Le sue opere sono per questo molto amate dagli scienziati, logici, matematici e fisici, che apprezzano il suo uso razionale di poliedri e distorsioni geometriche e le interpretazioni originali di concetti appartenenti alla scienza per ottenere effetti paradossali.

## Biografia

### Giovinezza
Maurits Cornelis Escher nacque il 17 giugno 1898 a Leeuwarden, Paesi Bassi, ultimogenito dell'ingegnere idraulico George Arnold Escher e di Sara Gleichman. Nel 1903 la agiata famiglia si trasferì a Arnhem, dove il giovane Maurits ricevette la prima educazione nelle scuole elementari locali. Per le varie materie insegnate a scuola «Mauk» (come era affettuosamente soprannominato nella famiglia e tra gli amici) rivelò un interesse saltuario e inadeguato, tanto che dovette ripetere l'anno scolastico per ben due volte. Solo il disegno era in grado di allietare le sue ore dietro i banchi: Escher, in effetti, si dedicò alle arti grafiche con sincero entusiasmo, e già adolescente sapeva praticare con maestria l'incisione su legno. Sono molti, dopotutto, gli indizi che consentono di cogliere il lievitare della sua vocazione grafica, nonostante anche in questo sia stato incompreso e combattuto, come dimostrano i mortificanti voti ricevuti durante gli esami d'arte. «Uccello in gabbia»: era questa la traccia grafica fornita dalla commissione d'esame che, con grande disappunto del candidato e del suo insegnante F. W. van der Haagen, disdegnò l'interpretazione datane da Escher.

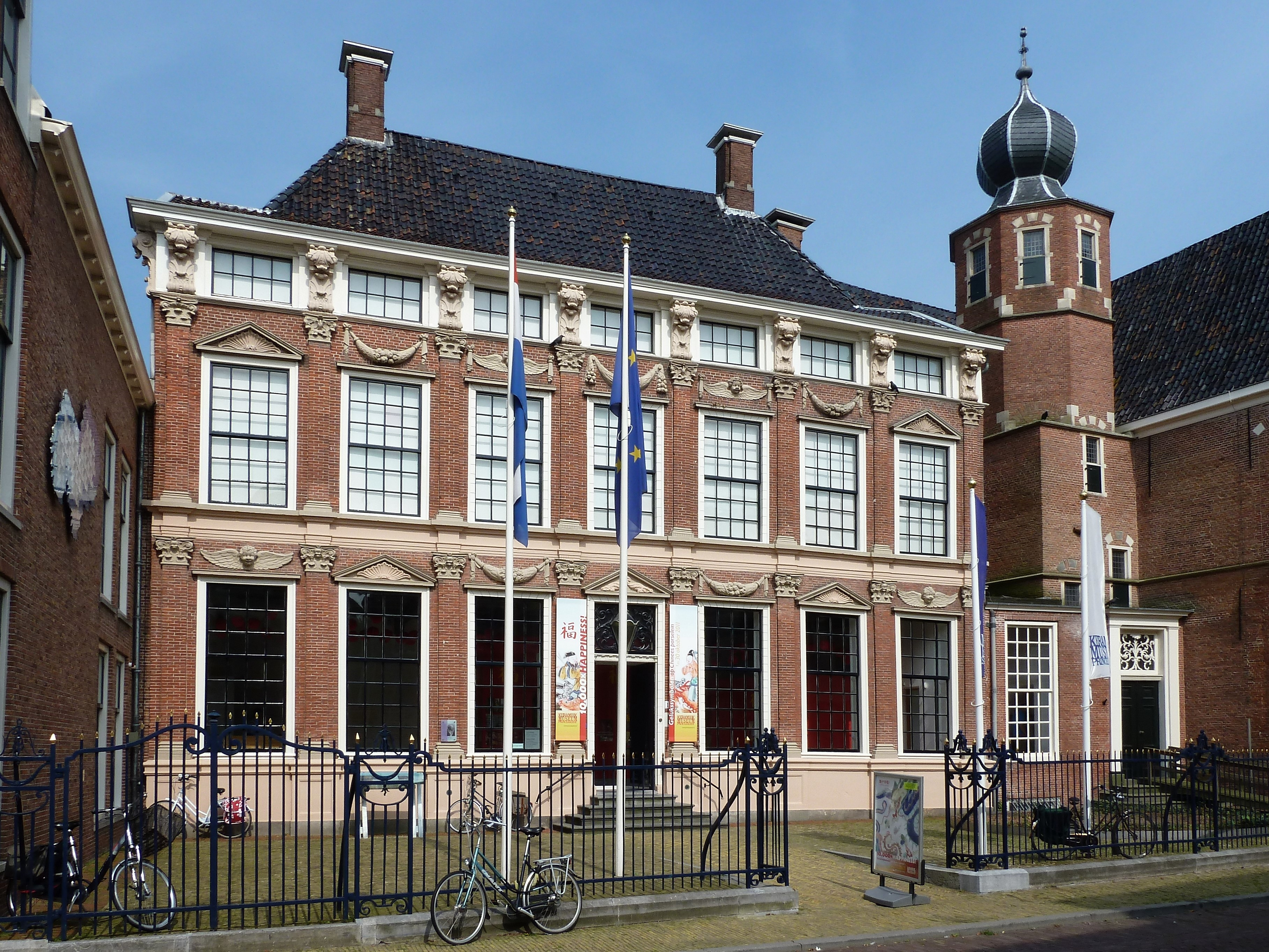
La casa natale di Escher

Escher, tuttavia, era pienamente consapevole del proprio talento artistico superiore alla media e perciò, non curandosi degli esiti disastrosi del suo precedente percorso scolastico, nel 1918 passò all'università tecnica di Delft, che abbandonò nel 1919 in favore della Scuola di Architettura e Arti Decorative di Haarlem, dove apprese i rudimenti dell'intaglio. Intuendone il talento artistico, il padre incanalò le inclinazioni del figlio nello studio di architettura: le passioni del giovane Maurits, tuttavia, erano rivolte altrove. Lo stesso anno, infatti, egli incontrò il grafico Samuel Jessurun de Mesquita, che ne assecondò il talento grafico persuadendolo a iscriversi presso i propri corsi di disegno. Con de Mesquita Escher informò i suoi primi orientamenti di gusto, rivelando un'inaspettata passione per la xilografia, procedimento di incisione su matrici lignee che egli arrivò a padroneggiare in poco tempo. Nonostante la perizia tecnica raggiunta nella grafica Escher continuò a essere sottovalutato, tanto che un giudizio collegiale, pur riconoscendo il suo operoso e zelante impegno, non esitò a mortificarne le qualità artistiche, giudicate inadeguate: «Escher è troppo ostinato, troppo filosofico-letterario: al ragazzo mancano vivacità e originalità, è troppo poco artista».
Questa maligna valutazione fu sottoscritta da H. C. Verkyrsen e anche da de Mesquita. Escher fu senza dubbio colpito dalla virulenza di quel commento, ma continuò ad apprezzare con giovanile devozione l'operato del maestro, a cui continuò a inviare delle proprie opere anche una volta conclusosi il discepolato. Una di queste, Cielo e acqua I, fu appeso dal de Mesquita sulla porta del suo studio, dove fu oggetto di incondizionata ammirazione di un familiare che gli rivolse ardenti complimenti: «Samuele, questa è la più bella stampa che tu abbia mai fatto!». De Mesquita era pienamente consapevole che l'opera era stata realizzata da Escher: ciò malgrado, egli era pienamente soddisfatto dei felici esiti del suo insegnamento e perciò diede spesso notizia di questo divertente aneddoto, lasciando da parte le malevolenze e l'invidia.

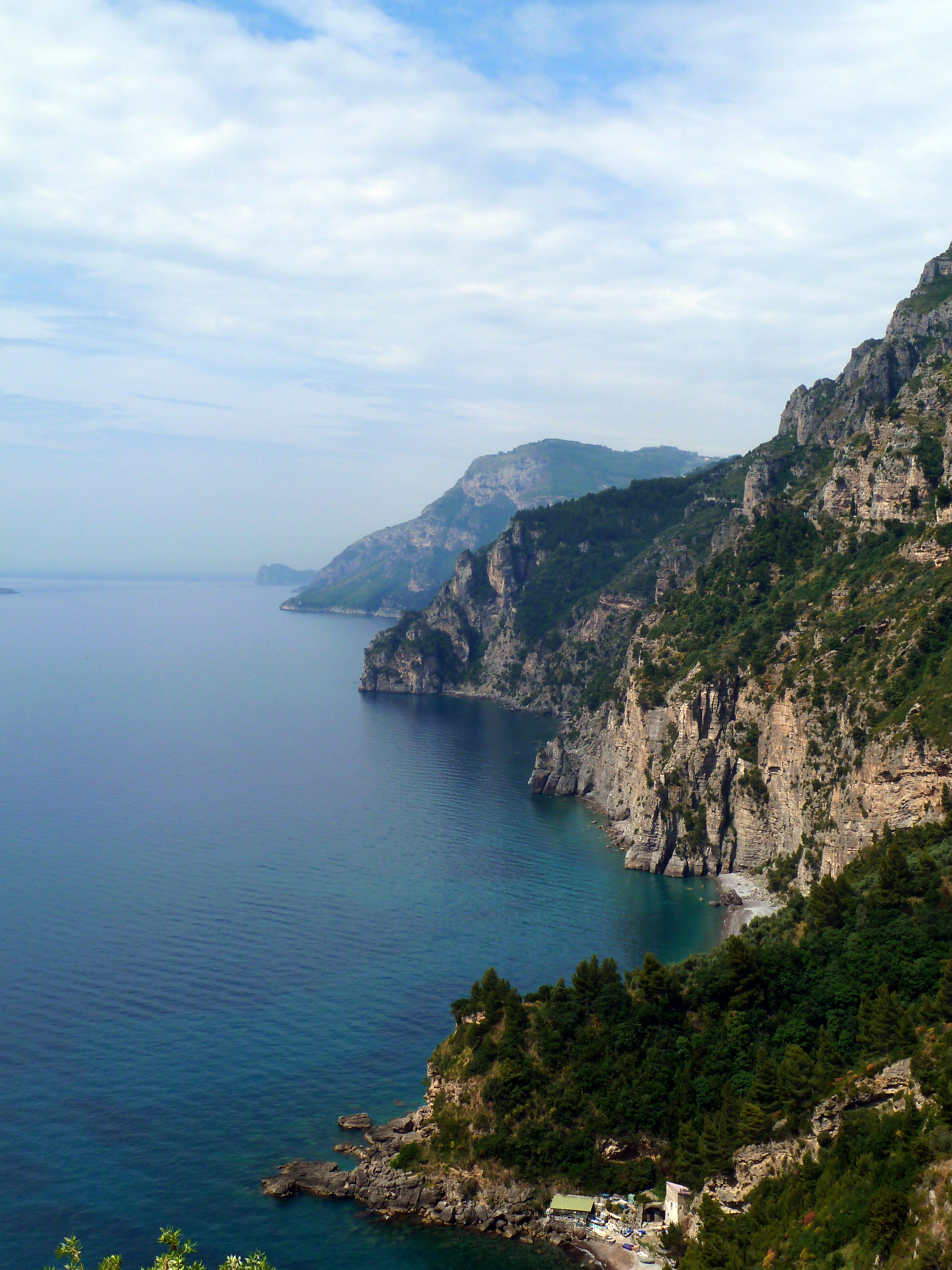
Escher fu meravigliato dai declivi calcarei a picco sul mare della dorsale amalfitana.

### In Italia
Nella primavera del 1922 Escher visitò l'Italia in compagnia di alcuni suoi amici. Rimasto stregato dalla bellezza di quel paese, il grafico vi ritornò nell'autunno dello stesso anno, imbarcandosi su una nave da carico diretta a Cadice e, poi, a Genova. Dalla Superba Escher si spinse poi sino a Siena, città presso la quale eseguì le prime incisioni lignee di paesaggi italiani. Escher rimase piacevolmente colpito dalla città e dalle verdeggianti campagne toscane e perciò, dopo essersi insediato nella pensione Alessandri di via Sallustio Bandini, non perse occasione per fruire del grandioso patrimonio naturalistico e artistico toscano e perciò viaggiò assiduamente, recandosi anche a San Gimignano («mentre le 17 torri di San Gimignano si
avvicinavano sempre più [ero incredulo]. Era come un sogno che non poteva essere vero» disse il grafico in merito).
Mosso da una crescente irrequietudine, Escher nella primavera del 1923 si trasferì presso la Costiera amalfitana, in Sud Italia, spronato dai suggestivi racconti di un'anziana signora danese che pure risiedeva presso la pensione Alessandri. Escher rimase letteralmente folgorato dalla suadente plasticità della luce del Mezzogiorno e, soprattutto, dalla commistione di elementi romani, greci e saraceni presente nelle architetture di Ravello, Atrani e Amalfi, tutte città campane che lasciarono un'impronta profonda nella sua fantasia: un'orografia così mossa e animata, così «teatrale» come quella amalfitana, d'altronde, non avrebbe potuto sortire diverso effetto su un olandese assuefatto a orizzonti lineari e modesti.
 Quello amalfitano fu per Escher un soggiorno proficuo non solo dal punto di vista artistico, ma anche sotto il profilo amoroso: il 31 marzo 1923, infatti, il pittore incontrò all'Hotel Toro di Ravello Jetta Umiker, donna svizzera, il futuro amore della sua vita. Era costei la figlia di un facoltoso banchiere che, dopo aver consolidato la sua fama dirigendo un'importante filiale di Mosca, fu costretto a fuggire dalla Russia in seguito alla tumultuosa Rivoluzione del 1917. La Umiker, per di più, si interessava di pittura e di disegno: com'è ovvio immaginare la scintilla amorosa non tardò a scoccare e pertanto i due si sposarono il 12 giugno 1924 nella chiesa di San Paolino a Viareggio, in Toscana. Le nozze, celebrate presso la sagrestia e il municipio della città, furono attese dalla famiglia di Escher in gran completo, appositamente giunta dall'Olanda e furono coronate dalla nascita di tre figli, Giorgio (George) Arnaldo, Arthur e Jan.
I due sposi si stabilirono poi a Roma, in un'elegante dimora al n. 122 di via Poerio, nel quartiere Gianicolense: al terzo piano vi erano gli appartamenti e al quarto l'atelier. Furono anni felici, durante i quali Escher poté finalmente dedicarsi con assoluta devozione alla sua vocazione grafica, senza per questo sacrificare la sua passione per i viaggi: in aprile, quando il clima mediterraneo arrideva ai viaggiatori, Escher era solito riunirsi con il pittore svizzero Robert Schiess per viaggiare negli Abruzzi, in Campania, in Sicilia, Corsica e Malta. Particolarmente aneddotico fu il viaggio in Calabria: Escher, insieme alla comitiva, si fermò infatti a Pentedattilo, un paesotto montano la cui superficie è movimentata dall'ergersi di cinque macigni appuntiti. Erano gli anni in cui Benito Mussolini si era definitivamente impossessato dell'ingranaggio economico e amministrativo della nazione italiana. Al di là della gigantesca macchina propagandistica messa in essere dal Duce per esaltare il proprio governo, tuttavia, molti erano scontenti del suo operato: Pentedattilo, per esempio, era completamente negletta dagli interventi mussoliniani. «Se lo vedete, ditegli che noi qui siamo tanto poveri da non avere neppure una fonte, né un pezzettino di terra per seppellire i nostri morti ...!» avrebbe borbottato un'anziana signora, pregando Escher di eseguire una missione diplomatica presso il Duce.

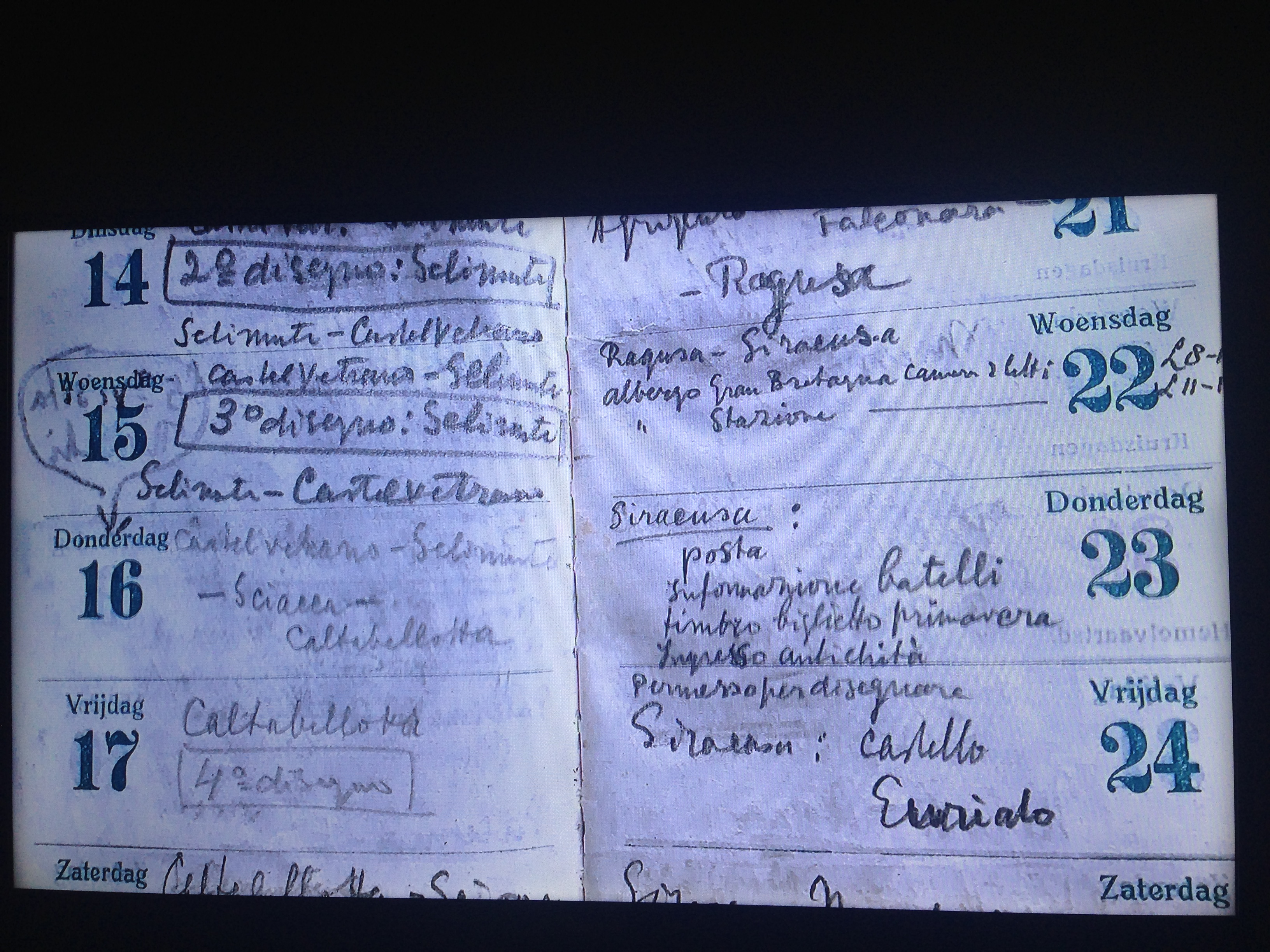
L'agenda di viaggio di Escher

Dopo aver trascorso tre giorni a Pentedattilo, nutrendosi esclusivamente di pane duro ammorbidito con miele, formaggio e latte di capra, il gruppo si spostò a Melito di Porto Salvo, sulla costa ionica, ospiti di un generoso viticoltore che fece loro degustare i propri vini. Leggermente brilli, i nostri dopo un piacevole convivio lasciarono la cantina del loro amico per poi giungere alla stazione di Melito. Qui Schiess, abbandonandosi all'ebbrezza dionisiaca, iniziò a suonare la sua cetra, producendo melodie sublimi che incantarono persino il macchinista del treno. Quest'ultimo, infatti, ne rimase talmente colpito da abbandonare la sua postazione di lavoro e mettersi a ballare sulla banchina della stazione insieme ai passeggeri. Rousset avrebbe fissato questo momento con un epigramma che recita: «Barbuto, come il dio Apollo / e suonatore della cetra come lui / fece ballare le Muse e anche un capostazione». Sempre Schiess con la sua cetra, d'altronde, fu il protagonista di un ulteriore, divertente episodio narrato da Escher nel De Groene Amsterdammer del 23 aprile 1932:

Targa commemorativa apposta sulla facciata del palazzo romano situato nel quartiere di Monteverde Vecchio in cui Escher visse.

(Maurits Cornelis Escher)
Altrettanto memorabile, anche se per altri motivi, fu il viaggio negli Abruzzi. Appena giunto a Castrovalva da Roma, infatti, Escher preferì non girovagare per le viuzze medievali del paese e, sentendosi spossato dal lungo viaggio, prese immediatamente alloggio nella casa di don Tito, maestro elementare. Alle cinque del mattino seguente, tuttavia, fu misteriosamente svegliato dai carabinieri, dai quali fu accusato di aver preso parte al fallito attentato a Vittorio Emanuele III. La segnalazione proveniva da una donna del borgo, spaventata dallo sguardo perfido dell'incisore e dal fatto che non avesse partecipato alla processione del Corpus Domini tenutasi la notte prima. Escher, sentendosi dileggiato da una faccenda così grottesca, dimostrò furentemente la sua estraneità alla vicenda e alla fine fu rilasciato a piede libero.

### Svizzera, Spagna, Belgio, Olanda

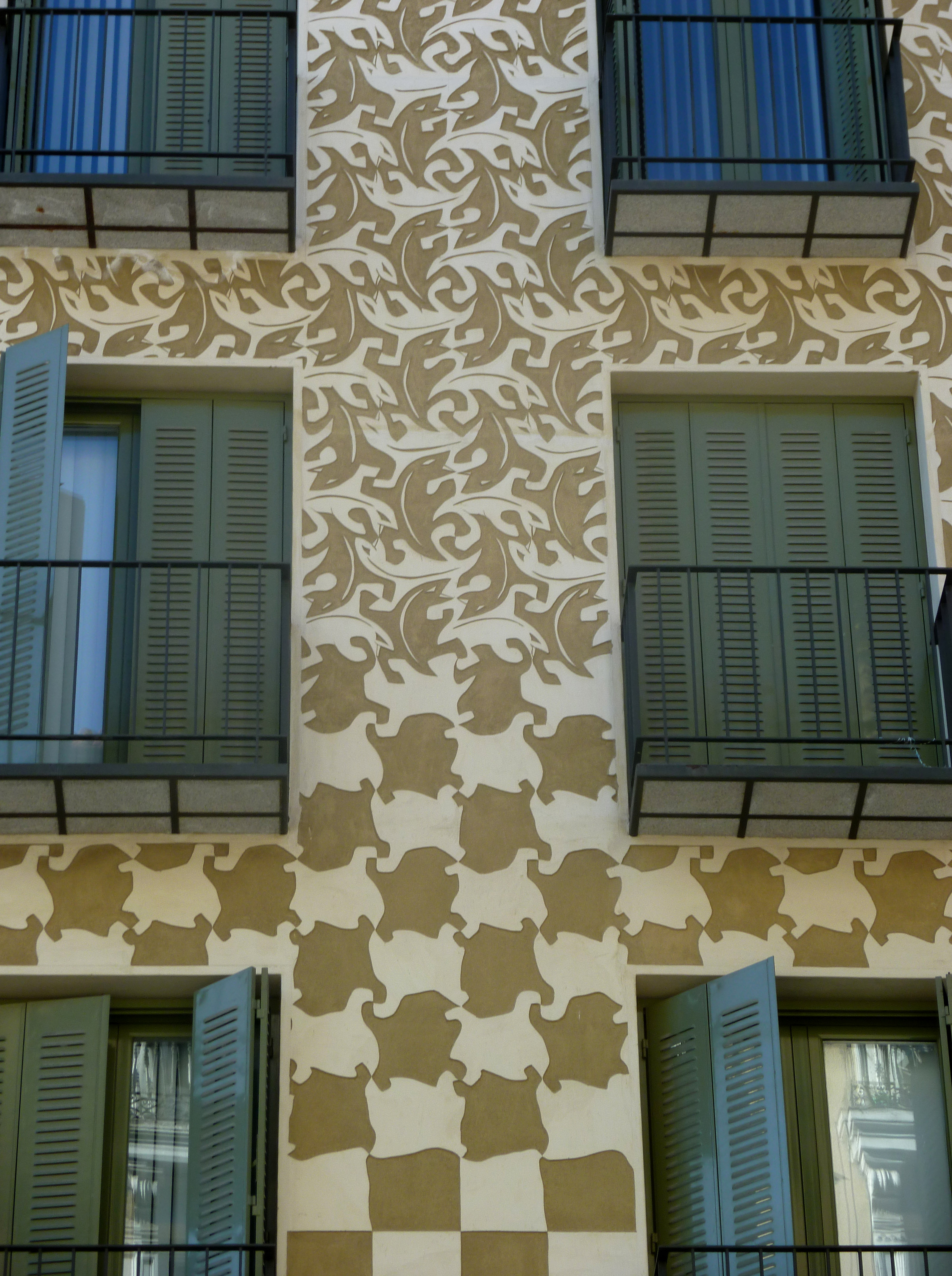
Un palazzo madrileno la cui facciata omaggia le metamorfosi escheriane

Malgrado l'intensa attività grafica e i continui viaggi, il successo non arrideva ancora ad Escher, che dunque continuò a dipendere dal sostegno finanziario dei genitori. L'artista, nonostante ciò, visse anni idillici in Italia, che divenne per lui una seconda patria dove poter maturare tranquillamente la propria fisionomia artistica. Negli anni trenta, tuttavia, il Fascismo aveva definitivamente consolidato il proprio prestigio, con il regime che aveva ormai assunto i sinistri connotati di un totalitarismo. Un clima politico così teso e cupo era insopportabile per Escher, che vacillò del tutto quando nel 1935 vide il figlio George tornare a casa con l'uniforme di un piccolo balilla.
Questo evento, apparentemente insignificante, costituì per Escher la classica goccia che fa traboccare il vaso e perciò egli lasciò istantaneamente il paese, trasferendosi con la famiglia a Château-d'Œx, in Svizzera. Escher rimase «in questo tremendo paesaggio misero e bianco» (per usare le sue stesse parole) un anno: come riporta Bruno Ernst, «il paesaggio non lo ispirava per nulla. I monti sembravano pietraie senza storia, blocchi rocciosi senza vita. L'architettura era asettica, come di clinica, funzionale e senza fantasia. Tutto, intorno a lui, era l'opposto dell'Italia meridionale, che tanto aveva catturato il suo sguardo». Certo, tentò di integrarsi con la comunità elvetica (prendendo, ad esempio, lezioni di sci) ma il ricordo del Bel Paese era struggente e ancora troppo fresco. La situazione precipitò quando una notte fu svegliato dalla moglie Jetta che si stava lavando i capelli: il gettito del rubinetto, ricordandogli il suono prodotto dallo sciacquio della risacca mediterranea, risvegliò in lui il latente attaccamento per il mare. «Non esiste nulla di più affascinante del mare» spiegò Escher una volta «sul ponte di prua di una piccola nave, da solo, i pesci, le nuvole, il gioco sempre mutevole delle onde, i cambiamenti continui del tempo».
I tempi erano ormai maturi per fare ritorno alla suadente mitezza del Mar Mediterraneo. Il giorno successivo all'incidente con il rubinetto, mosso da una struggente nostalgia, Escher inviò una lettera alla Compagnia di Navigazione Adriatica, cui propose di pagare un viaggio andata e ritorno verso la Spagna meridionale con quarantotto stampe e quattro copie di dodici masselli. Le trattative andarono a buon fine e così Escher, nel 1937, poté annotare sul suo diario la seguente tabella di marcia:
(Maurits Cornelis Escher)

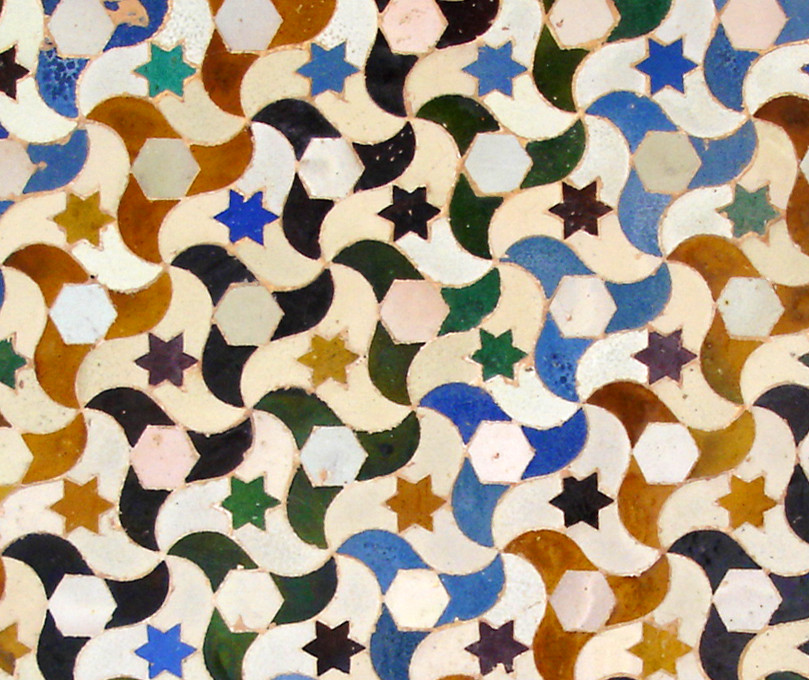
Gli antichi mosaici moreschi dell'Alhambra furono una potente fonte d'ispirazione per Escher

Questo viaggio in Spagna fu importantissimo per la maturazione grafica di Escher. A Granada, infatti, si imbatté nell'Alhambra, complesso palaziale moresco i cui interni sono ornati con arabeschi e motivi grafici ricorsivi. La ricezione delle tassellazioni moresche, come si vedrà nel paragrafo Suddivisioni regolari del piano, fu seguita da risvolti sensazionali nella grafica escheriana. Significativo fu anche il soggiorno a Cartagena, dove tuttavia Escher fu imprigionato perché equivocato da un poliziotto locale per una spia che, con la dissimulazione, stava cercando di penetrare i segreti delle strutture difensive nazionali (Escher, in realtà, stava semplicemente disegnando le vecchie mura della città che serpeggiano sui colli). Il malinteso, tuttavia, rischiò di finire in tragedia quando Escher fu condotto in prigione: «Giù, al porto, echeggiava la sirena del piroscafo sul quale Escher si era imbarcato» rammenta l'Ernst «il capitano aveva già dato il segnale di partenza. Jetta corse avanti e indietro, come un messo, tra la nave e la stazione di polizia». Escher riuscì poi a tornare in tempo sul piroscafo, senza però i suoi preziosi disegni, che gli furono requisiti e mai restituiti.
Fermo nel proposito di non ritornare mai più in Svizzera, nel 1937 Escher si trasferì con la famiglia nella città belga di Uccle, nei pressi di Bruxelles: la seconda guerra mondiale, d'altronde, era ormai alle porte, e l'artista voleva stare anche fisicamente più vicino ai suoi cari, rimasti nei Paesi Bassi. Nel frattempo la sua arte subì un drastico cambiamento tematico e iniziò a esplorare le visioni interiori dell'artista, non più deferente ai moduli paesaggistici ai quali era vincolato durante gli anni italiani: di questo, tuttavia, se ne parlerà nel paragrafo Produzione grafica. Nel 1941, complice anche il crescente clima di conflitto che insanguinava il Belgio, Escher e la famiglia si stabilirono a Baarn, città dove tra l'altro vi era un liceo prestigioso, idoneo per la formazione dei figli. Frattanto la notorietà di Escher si consolidò e si moltiplicarono le mostre a lui dedicate (importante quella del 1968 a L'Aia) e i riconoscimenti ufficiali (del 1955 è il cavalierato dell'ordine di Orange-Nassau). La sua vita, d'altronde, procedeva tranquilla: Escher era un uomo felice, continuò a viaggiare per il Mediterraneo e vide i suoi figli «crescere, studiare e prendere poi la loro strada per il mondo» (Ernst). L'alacre produttività di Escher si interruppe solo nel 1964, quando a causa di una grave malattia dovette essere operato di urgenza in Canada, e dovette subire un secondo intervento dopo qualche anno. La lunga convalescenza minò la vita personale dell'artista: nel periodo che seguì (dalla fine del 1968), la moglie Jetta si allontanò da lui e si trasferì presso uno dei figli in Svizzera, dove morì poco dopo.
 Nel 1969 Mick Jagger, frontman dei Rolling Stones, scrisse ad Escher chiedendogli un'immagine inedita per la copertina dell'album Through the past, ma questi non solo rifiutò dicendo in sostanza che aveva ben altro da fare, ma concluse la missiva piccato per il tono confidenziale del cantante, sottolineando il fatto che lui per Jagger non era il "Caro Maurits" bensì "M.C.Escher". Purtroppo le energie creative di Escher si stavano esaurendo, sino a scomparire del tutto quando, dopo aver terminato l'ultima opera Serpenti, nel 1970 si trasferì a Laren, nell'Olanda settentrionale, nella casa di riposo per artisti «Rosa-Spier»: e qui morì il 27 marzo 1972, all’età di quasi settantaquattro anni. Sinceramente pianto dai contemporanei, il suo corpo fu tumulato nel cimitero di Baarn.

## Produzione grafica

### Paesaggi
Durante gli esordi Escher votò la sua produzione artistica alla paesaggistica. Sono molte, infatti, le lastre grafiche escheriane che riproducono i tratti dei paesaggi italiani e delle zone costiere del Mediterraneo: un'attenzione particolare viene espressamente riservata soprattutto ai borghi montani della Calabria e della Sicilia, i cui centri abitati si fondono armoniosamente con il paesaggio circostante. Capolavori di questa fase artistica escheriana sono infatti i disegni raffiguranti i monti antropomorfi di Pentedattilo e, soprattutto, la litografia Castrovalva, dove troviamo effigiate alcune case che si aggrappano a una stretta e precipite cresta appenninica. Altri preziosi documenti paesaggistici prodotti da Escher sono Tre mondi, dove sulla suggestiva superficie di uno stagno sono oggettivabili il mondo sovrastante degli alberi e quello sommerso dove vivacchiano i pesci, e infine la Natura morta con specchio del 1934, litografia dove troviamo uno scorcio di Villalago (paesino abruzzese non lontano da Castrovalva) riflesso su uno specchio, vero e proprio agente di compenetrazione tra due mondi differenti. Altri scorci di borghi abruzzesi (Goriano Sicoli, Cocullo, Anversa degli Abruzzi, Scanno, Opi, Barrea, Alfedena, Fara San Martino, Pettorano sul Gizio) sono immortalati in suoi pregevoli lavori litografici. Escher, tuttavia, dopo il trasferimento in Svizzera abiurò la paesaggistica, non sentendo gli scorci mitteleuropei suggestivi come quelli italiani, e soprattutto valutando come tale genere non rispondesse adeguatamente alla sua esigenza di esplorare il suo «mondo interiore», magistralmente reso con le opere di cui discuteremo nei paragrafi successivi.

### Compenetrazione di più mondi

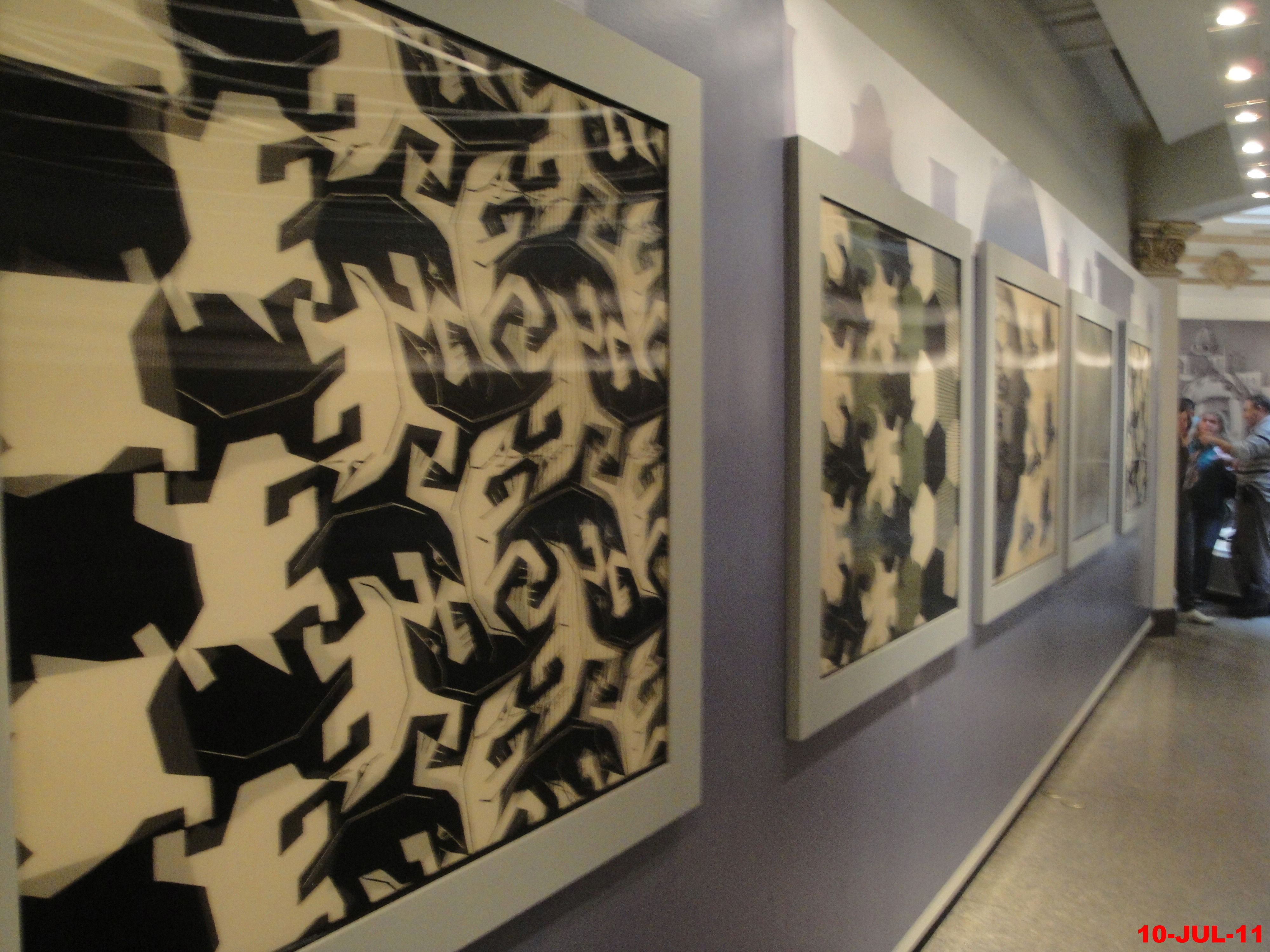
Varie opere di Escher in una mostra

Altra cifra tematica fondamentale dell'arte escheriana è quella della compenetrazione tra due mondi differenti. In altre parole Escher spesso si divertì a esplorare le possibilità della visione e a progettare composizioni che, nonostante i limiti fisici imposti dalle dimensioni del supporto, si dilatano ed evocano simultaneamente due mondi differenti. Di seguito si riporta il commento del matematico Bruno Ernst, come già accennato intimo amico di Escher:
(Bruno Ernst)

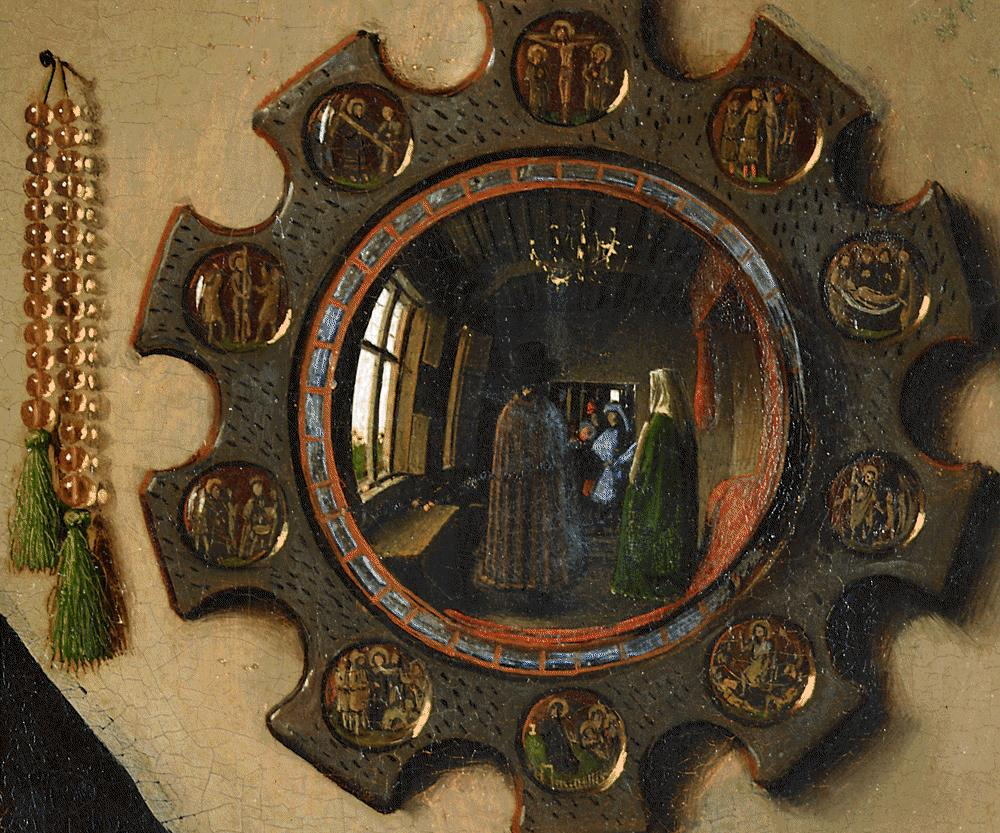
Jan van Eyck, Ritratto dei coniugi Arnolfini (1434); olio su tavola, 81,80x59,40 cm, National Gallery, Londra. Particolare dello specchio convesso.

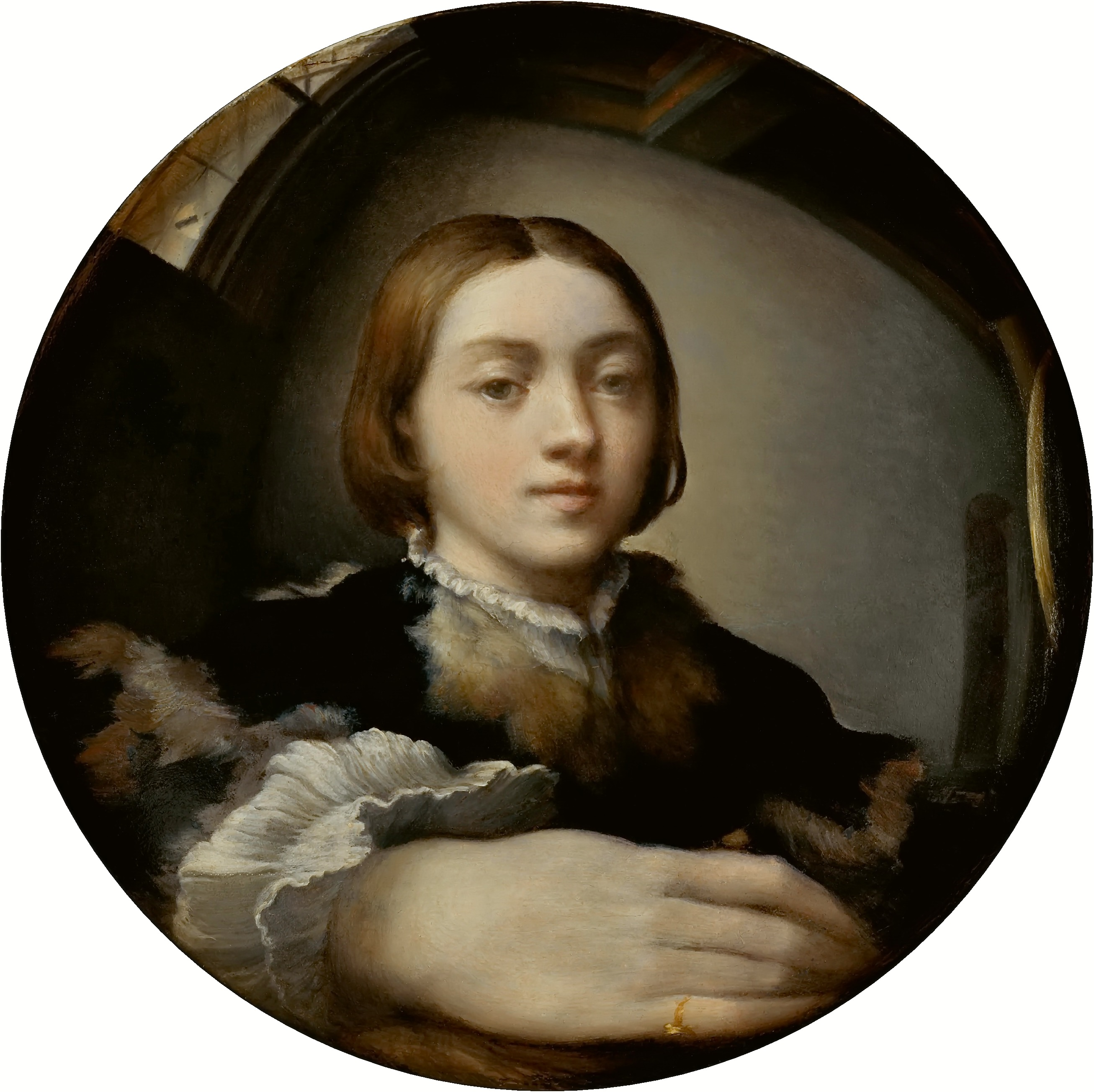
Parmigianino, Autoritratto entro uno specchio convesso (1524 circa); olio su tavola convessa, diametro 24,4 cm, Kunsthistorisches Museum, Vienna

In parole povere, Escher ripudia la visione monoculare prevista dai tradizionalismi artistici e propone una rappresentazione più complessa dello spazio, attirando nella dimensione illusoria dei suoi disegni realtà che tecnicamente dovrebbero essere estranee al loro spazio figurativo. Si verifica, in un certo senso, il paradosso della diplopia, nel senso che l'autore spesso riunisce due, se non tre, punti di vista nello stesso disegno, rendendolo così tridimensionale. Questa tessera tematica presenta importanti precedenti figurativi. Erano molti, infatti, gli artisti medievali che hanno arricchito i propri dipinti di più «punti di vista», in maniera perfettamente omologa a quanto avviene nei disegni escheriani: si pensi alla spazialità del Ritratto dei coniugi Arnolfini di Jan van Eyck, magistralmente ampliata mediante l'uso di uno specchio convesso appeso in fondo (che, in questo modo, consente di vedere i due coniugi sia frontalmente che di spalle), alla predella dell'Incoronazione della Vergine di Lorenzo Monaco, all'Orafo nel suo negozio di Petrus Christus o alle Nozze di Cana di Juan de Flandes.
Per conquistare quest'inedita spazialità, in ogni caso, Escher si serve spesso degli specchi convessi e dei loro riflessi. Esemplare, in tal senso, è la litografia del 1935 intitolata Mano con sfera riflettente, dove la realtà ambigua e illusoria del dipinto viene raddoppiata e oggettivata nella mano che regge la sfera e nella superficie riflettente di quest'ultima, dove troviamo raffigurato Escher nel suo studio (in quest'opera, poi, Escher è profondamente suggestionato dall'esempio di Parmigianino, anch'egli autore di un Autoritratto entro uno specchio convesso). Si ricorre all'aiuto degli specchi convessi anche nella Goccia di rugiada del 1948, nella quale vengono simultaneamente riuniti ben tre mondi differenti: quello della foglia della pianta grassa, esplorata sia nella sua interezza che nei suoi particolari più minuti, e infine quello del paesaggio circostante. Per operare quest'intreccio di più mondi, comunque, Escher si servì anche di superfici specchianti piane, come nel caso di Superficie increspata (1950), dove la sagoma pallida del sole e i tronchi nudi di alcuni alberi si riflettono in uno stagno appena velato da leggere increspature ellittiche, che distorcono la visione e consentono la discriminazione tra l'entità riflettente (l'acqua disturbata dalle gocce di pioggia) e la realtà riflessa (il paesaggio circostante). Risultati ancora più sofisticati si ottengono in Tre mondi, dove troviamo illustrate ben tre dimensioni, quella relativa agli alberi (spogli per via dei rigori dell'autunno), quella relativa alla superficie d'acqua (individuata dalla miriade di foglie galleggianti) e infine quella relativa al mondo subacqueo, personificato nel pesce che sguazza in primo piano. Il risultato finale, poetico e mesto al tempo stesso (autunnale, si potrebbe dire), fu particolarmente apprezzato da Escher: «Sono andato nei boschi di Baarn, ho attraversato un ponticello e davanti a me avevo questa scena. Dovevo assolutamente ricavarne un quadro! Ho trovato il titolo del paesaggio non appena lo vidi. Sono tornato a casa e ho cominciato subito a disegnare» affermò una volta.
La poetica della «simultaneità dei mondi» giunge a esiti ancora più sorprendenti in Specchio magico, dove Escher suggerisce che in realtà le immagini riflesse potrebbero continuare a vivere di vita propria, e in Sole e luna, dove una tassellatura regolare del piano si congiunge con l'esigenza di rappresentare il giorno e la notte, con i quattordici uccelli bianchi che individuano la volta del firmamento notturno, con la luna e gli astri che brillano nel cielo, e i quattordici volatili neri che con le loro sagome scure trasportano l'osservatore verso un cielo chiaro striato dai raggi ardenti del Sole. Speciale menzione merita poi la Natura morta e strada del 1937, nella quale «il confine tra davanzale e strada è stato omesso e la struttura del davanzale si conforma alla strada», in modo tale da congiungere «due realtà chiare e riconoscibili [...] in modo naturale, neppure del tutto impossibile» (Ernst).

### Escher e la matematica

#### Preambolo
Escher con le sue opere si è fatto cantore di un mondo governato da armonie di tipo geometrico e matematico. «Mi sento spesso più vicino ai matematici che ai miei colleghi artisti» ammise Escher una volta, pienamente consapevole di come due mondi apparentemente distantissimi, come quelli dell'arte e della matematica, riuscissero nei suoi disegni a fondersi in un euritmico equilibrio. Gli anni in cui Escher approfondiva la propria maturazione artistica, in effetti, furono segnati da un profondo risveglio di fermenti culturali, decollati grazie allo slancio fornito dalle scoperte di Heisenberg ed Einstein, dalle esperienze estetiche del Surrealismo e del Cubismo, dai teoremi di Gödel e dai lavori di Poincaré e Turing. Si era dunque affermata una scienza che, se da una parte forniva all'uomo gli strumenti per conoscere e, dunque, dominare la Natura, dall'altra veicolava anche profonde inquietudini e insicurezze che, come ebbe modo di asserire lo stesso Escher, aprivano inesorabilmente pericolosi «sensi di vuoto». Lo scienziato Richard Feynman nella sua opera QED, la strana teoria della luce e della materia fornisce una descrizione molto limpida di questa nuova temperie scientifica:
(Richard Feynman)
Lo stesso Escher nella sua arte faceva ampio ricorso, consapevolmente o meno, a concetti matematici come le trasformazioni sul piano cartesiano, masticando anche qualcosa di geometria non euclidea: molte sue opere arrivano persino a preludere pionieristicamente a principi scientifici che dovevano risultare assolutamente ignoti all'artista, essendo germogliati definitivamente solo molti decenni più tardi. Il fatto che la sua arte si strutturi su modelli geometrici e matematici ben precisi è tuttavia ancora più sorprendente alla luce delle sostanziali deficienze conoscitive dell'artista, del tutto alieno a quelle astrazioni matematiche che tanto appassionavano i professori nelle aule universitarie. Assai eloquente in tal senso risulta l'episodio che vide Escher ascoltare il professor Coxeter mentre parlava di alcuni principi matematici rintracciabili in certe sue opere: il risultato fu che l'artista non riuscì a seguire il Coxeter, con grande disappunto di quest'ultimo. Lo stesso Escher una volta ammise:
(Maurits Cornelis Escher)
Ma allora come spiegare la rigorosa matrice matematico-geometrica dell'arte escheriana? A rispondere a quest'interrogativo vi è Bruno Ernst, che nel suo libro Lo specchio magico di M. C. Escher affermò:
(Bruno Ernst)
Questo rigore matematico nell'arte di Escher trova espressione sia nelle tassellature regolari del piano, delle quali si parlerà più tardi, che nelle varie rappresentazioni del nastro di Möbius e nell'amore che Escher tributava per i solidi platonici, ai quali è stato dedicato il paragrafo successivo.

#### Cristalli e solidi platonici
(Maurits Cornelis Escher)

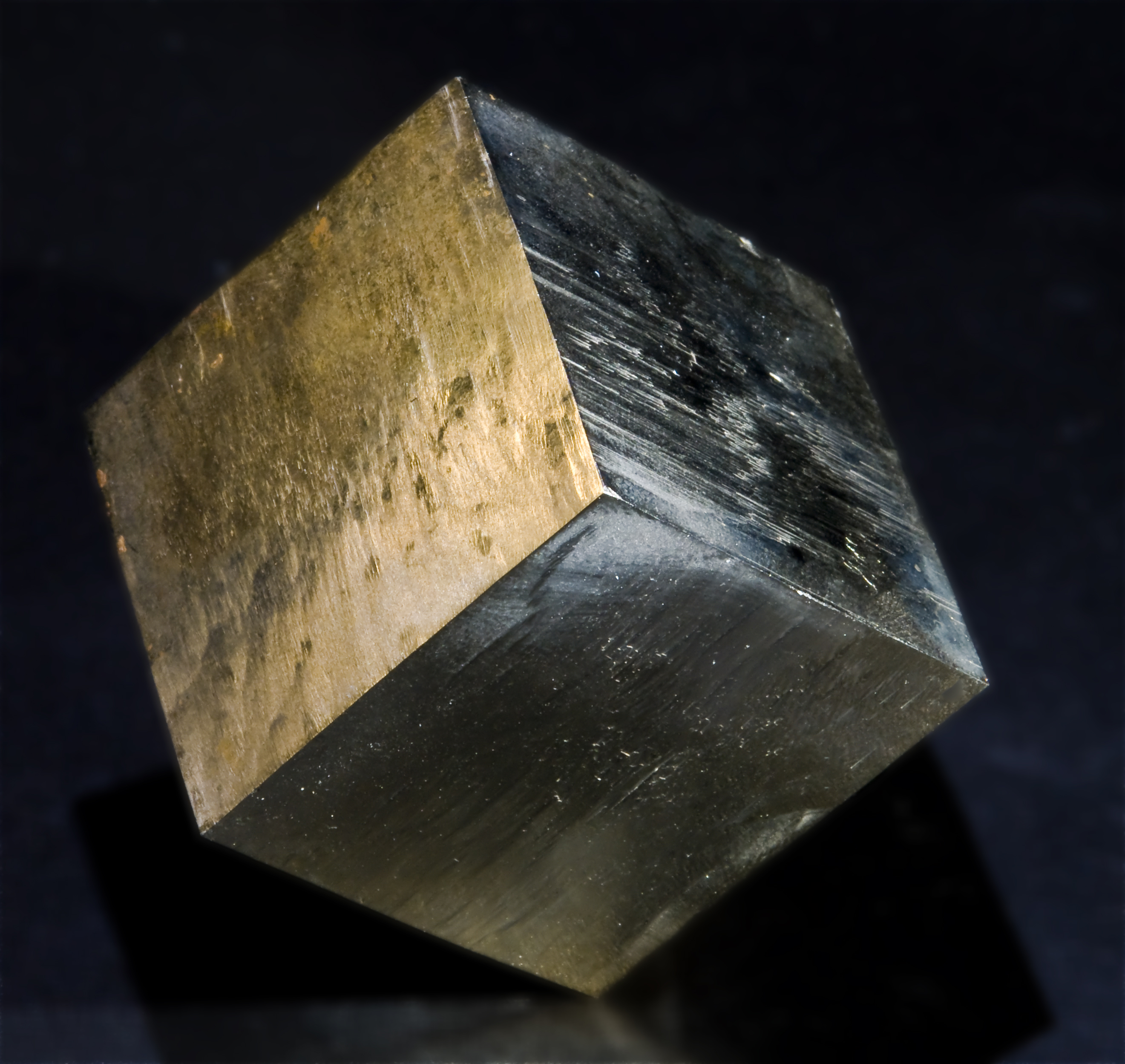
Un cubo di pirite.

Escher fu un artista molto sensibile alle suggestioni mistiche emanate dai cristalli e dai solidi platonici. I primi, infatti, sono porzioni di materia omogenea che rispondevano a leggi geometriche costanti e, perciò, a forme poliedriche che appaiono perfette, misteriose e immutabili. Quando parlava dei cristalli Escher cedeva ad affettuosi compiacimenti lirici:
(Maurits Cornelis Escher)
Questo interesse per i cristalli era corroborato dalla fratellanza con Berend George, di professione geologo, il quale aveva pubblicato nel 1935 un trattato di cinquecento pagine sulla mineralogia generale e la cristallografia. Questa monumentale opera aveva acceso l'entusiasmo di Maurits Cornelis, che esplorò le potenzialità dei cristalli anche grazie alla conoscenza dei solidi platonici, così detti perché citati nel Timeo di Platone. I solidi platonici sono poliedri caratterizzati da spigoli e angoli tutti uguali, tradizionalmente considerati la massima espressione dell'armonia e della perfezione proprio in virtù di questa loro eccezionale simmetria. Lo stesso Platone, tra l'altro, osserva che sono solo cinque: abbiamo infatti il tetraedro, il cubo, l'ottaedro, il dodecaedro e l'icosaedro. Tra le opere che evidenziano l'interesse che Escher nutriva per i solidi platonici e i cristalli troviamo in ogni caso Ordine e caos, dove uno splendente dodecaedro stellare racchiuso in una sfera trasparente è circondato da rottami e immondizia; Planetoide tetraedrico, dove un planetoide a forma di tetraedro regolare è costellato di terrazze abitate da minuscoli esseri; Stelle, dove in un cosmo brulicante di solidi regolari fluttuanti troviamo una «graziosa gabbia» ottenuta dalla configurazione di tre ottaedri e «abitata da esseri della specie dei camaleonti. Non sarei sorpreso se traballasse un po'. In un primo tempo, volevo disegnarci dentro scimmie» (Escher).
Escher, in ogni caso, si interessa anche di quelle figure spaziali che, pur mancando di una sicura correlazione con i cristalli, risultano a loro modo interessanti e meritevoli di traduzione grafica. Troviamo infatti sue opere che raffigurano superspirali, ovvero strisce spiraliformi attorcigliate che diventano progressivamente sempre più piccole, e nastri di Möbius. Un nastro di Möbius è una particolare costruzione topologica che, essendo sottoposta ad allungamento e semitorsione, risulta essere munita di una sola faccia con un solo margine, a differenza di quanto avviene nei solidi tradizionali dove è sempre possibile riconoscere un «sopra» e un «sotto», o un «interno» e un «esterno». Quest'interessante peculiarità eccitò la fantasia di Escher che la tradusse sul piano grafico in opere come Striscia di Möbius I, operata da tre serpenti che si mordono la coda (formando, in questo modo, addirittura un «bi-nastro di Möbius») e Striscia di Möbius II, dove una processione di formiche percorre il nastro di Möbius (è importante notare come si tratti di un'unica fila, e non di due file separate, come un'osservazione distratta potrebbe altrimenti suggerire).

#### L'infinito
L'arte di Escher ha tentato di cogliere le dimensioni di infinito in vario modo. Nel 1959 l'artista fornì la seguente formulazione filosofica del concetto di «infinito»:
(Maurits Cornelis Escher)

Animazione di una spirale logaritmica

Lo stesso Escher, forte della propria esperienza con le tassellature, volle avvicinarsi alle profondità dell'infinito, sia filosofico che matematico, in composizioni dove un motivo ripetitivo viene sottoposto a una costante riduzione radiale verso il centro e si espande così nell'infinitamente piccolo. Ciò avviene, per esempio, in Sviluppo II, opera che tuttavia risultava sgradita a Escher in quanto tendeva alla frammentarietà e all'incompletezza, non essendo munita di un'opportuna linea di confine. Questa lacuna viene colmata in elaborati come Limite del quadrato con il metodo della cosiddetta «riduzione dall'interno all'esterno», dove le figure si fanno gradualmente più piccole avvicinandosi verso i margini dell'opera: altri prodotti escheriani che rispettano queste prescrizioni sono Limite del cerchio I, II, III e IV e Limite del quadrato. Di seguito riportiamo un commento di Escher su questa sua esplorazione dell'infinito:
(Maurits Cornelis Escher)
Il concetto di infinito viene interpretato artisticamente da Escher anche con l'utilizzo di cerchi concentrici, la cui distanza rispettiva diminuisce con l'avvicinarsi al centro. In termini matematici si tratta della cosiddetta spirale logaritmica, definita «meravigliosa» dal matematico Jakob Bernoulli in riferimento al fatto che essa non ha né inizio, né fine. Questo concetto matematico era ignoto a Escher, che comunque si divertì a esplorarlo con l'esecuzione di opere come Vortici, dove alcuni pesci vengono risucchiati in un gorgo descritto dal grafico di un'omografia lossodromica (la curva inversa alla spirale logaritmica).

### Mondi e figure impossibili

Rappresentazione grafica della tribarra impossibile di Penrose

Il nome di Escher è indissolubilmente legato a quello dei cosiddetti «mondi impossibili». Si tratta di una formulazione artistica degli stravolgimenti attuati da Albert Einstein con i suoi due postulati della teoria della relatività, i quali «richiedono l'abbandono della tradizionale concezione dello spazio e del tempo fondata sull'idea di un continuum spaziale fluente attraverso un continuum temporale, e conducono all'assunzione di un continuo spazio-temporale in cui distanze e spazi temporali variano al mutare del sistema di riferimento» (Nicola Abbagnano).
Escher decide di registrare graficamente la paradossalità delle conquiste concettuali einsteiniane in opere come Relatività. Si tratta quest'ultima di una litografia che raffigura un universo relativistico spaesante, surreale, dove la percezione dei vari ambienti è affidata al punto di vista scelto dall'osservatore. Nello spazio illusivo della litografia sono infatti compresse tre dimensioni spaziali tra loro ortogonali: le varie entità ivi effigiate, pertanto, possono essere interpretate in modi diversi a seconda della dimensione considerata (si può facilmente osservare, ad esempio, come ciò che in un mondo è una parete, in un altro è un soffitto, o magari un pavimento). L'identificazione delle figure di Relatività, pertanto, cessa di essere un'operazione meccanica ed esige l'adozione di un punto di vista, giocoforza relativo, da parte dell'osservatore: ecco, allora, che «ogni cosa appare del tutto normale se considerata localmente, ma è alquanto strana e surreale se considerata in rapporto al resto», per usare le parole di Gaetano Chiurazzi. Questa relativizzazione dello spazio pittorico culmina poi nelle scale, le cui alzate e pedate sono perfettamente interscambiabili. Sono moltissime, tuttavia, le rappresentazioni escheriane che, a dispetto della loro unitarietà, colgono simultaneamente più mondi distinti, sfidando la concettualità che da secoli si era sedimentata nella psiche umana: si rinvia, in tal senso, all'osservazione di Concavo e convesso.
Un'ambiguità di visione analoga la si riscontra anche in Salita e discesa, raffigurante un complesso edilizio sulla cui sommità troviamo alcuni monaci che si susseguono in una scalinata sempre in salita, o sempre in discesa. L'elusività dell'opera è lampante: seguendo il percorso dei monaci, infatti, si riscontrerà come dopo un ciclo di «salita» o «discesa» quest'ultimi si ritrovino allo stesso punto di partenza (Escher, in realtà, ha sapientemente definito la disposizione planare della costruzione architettonica e delle scale). In Cascata, invece, vi è un flusso d'acqua che sembra localmente in piano, ma globalmente in salita. L'acqua contenuta nel canale, infatti, dopo aver zigzagato seguendo i profili di due triangoli di Penrose immaginari precipita in una cascata scrosciante che alimenta un mulino il quale, a sua volta, spinge nuovamente l'acqua in un canale: si viene così a creare un moto perpetuo all'interno di un sistema chiuso, in aperta controtendenza con quanto prescritto dalla legge di conservazione dell'energia.
Parlando di Cascata si è fatta menzione del triangolo di Penrose. Escher, in effetti, è stato un instancabile creatore anche di «figure impossibili»: il triangolo di Penrose, ad esempio, è globalmente errato, in quanto presenta gli angoli combinati in modo tale che l'intera figura non potrebbe sussistere nello spazio. È facilmente osservabile come la tribarra penrosiana, al di là della sua impossibilità costruttiva, risulta verosimile se inserita in spazi opportuni, come quelli della Cascata. Un effetto analogo lo si riscontra in Belvedere, dove uno spazio architettonico è orchestrato in modo tale da generare nell'osservatore un vero e proprio shock visivo. Per la spazialità di quest'ultima opera, in particolare, interviene il cosiddetto «cubo di Necker», grazie al quale Escher riesce a intrecciare opportunamente le colonne diagonali sulle quali si struttura l'intero palazzo ivi raffigurato. Il cubo di Necker è una figura ambigua che inverte le due «profondità» di un cubo a seconda della prospettiva percepita dall'osservatore. Lo stesso Escher, d'altronde, non fa mistero dei suoi segreti, tanto che proprio in Belvedere troviamo raffigurato in basso un giovane seduto su una panca, con il «cuboide pazzo» di Necker in mano e un foglio ai suoi piedi che ne evidenzia i due punti critici.

### Suddivisioni regolari del piano
(Maurits Cornelis Escher)
La tassellatura è un'operazione per la quale una superficie viene completamente ricoperta da motivi ripetuti con tutte le possibili variazioni. Escher subì le suggestioni della suddivisione regolare del piano già poco tempo dopo il discepolato con il Mesquita: del 1922, infatti, è la silografia Otto teste, raffigurante per l'appunto otto teste ritmicamente distribuite che si incuneano vicendevolmente, generando un'atmosfera squisitamente fin de siècle. Nulla, tuttavia, lasciava presagire che questo tema, germogliando e fiorendo, sarebbe divenuto uno dei «cavalli di battaglia» del grafico olandese: Escher, infatti, in principio vi si dedicò solo distrattamente, preferendo rivolgere la propria attenzione ai paesaggi. «Da principio non avevo idea di come avrei potuto costruire sistematicamente le mie figure» spiegò Escher «non conoscevo nessunissima regola del gioco e cercavo – senza quasi sapere quello che stessi facendo – di far andare d’accordo superfici congruenti, alle quali cercavo di dare forme di animali».
Fu solo a partire dal 1936, infatti, che Escher approfondì con maggiore sistematicità questo tema. In quell'anno infatti il grafico visitò per la seconda volta l'Alhambra: la fisionomia architettonica dell'Andalusia era certamente suggestiva e colpì molto Escher, come dimostra il gessetto raffigurante la moschea di Cordova, ma ad accendere il suo entusiasmo furono soprattutto le piastrellature moresche, le quali riproponevano ritmicamente il medesimo motivo ornamentale, orchestrando composizioni che tecnicamente potevano moltiplicarsi sino all'infinito. «I mori erano maestri proprio nel riempire completamente superfici con un motivo sempre uguale. In Spagna, all’Alhambra, hanno decorato pavimenti e pareti mettendo uno vicino all'altro pezzi colorati di maiolica della stessa forma senza lasciare spazi intermedi» commentò poi Escher, traboccante di entusiasmo.

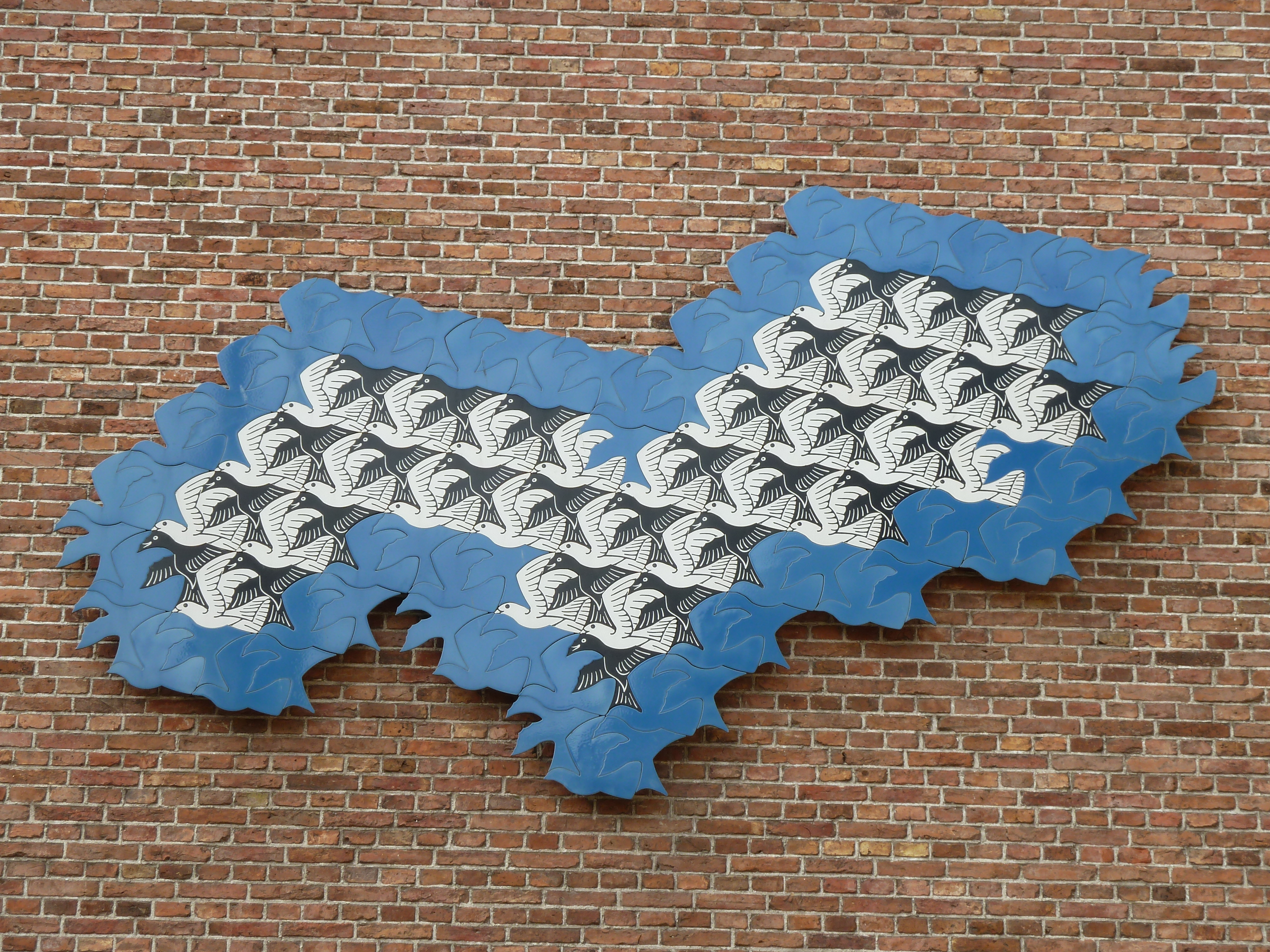
La riproduzione di una tassellatura escheriana affissa sulla facciata del museo Escher a L'Aia, nei Paesi Bassi

In seguito alla ricezione delle tassellature moresche Escher comprese finalmente come le suddivisioni regolari del piano potessero dare vita a esiti grafici inaspettati e sensazionali. Una volta tornato a casa divorò infatti libri sulle ornamentazioni e sulla matematica, senza necessariamente comprenderli, e dopo un intenso lavoro intellettuale riuscì ad appuntare una metodologia geometrica in grado di restituire una buona scomposizione ritmica del piano. Egli, infatti, capì che per piastrellare una superficie con un motivo ornamentale quest'ultimo deve essere sottoposto ad almeno una delle 
seguenti operazioni: simmetria per traslazione, simmetria per rotazione, simmetria per riflessione o simmetria per glissoriflessione. In questo modo Escher riuscì a produrre composizioni come Angeli e diavoli, dove sfruttando abilmente i pieni e i vuoti vengono fatti corrispondere i rispettivi profili delle due creature, creando così un motivo replicabile all'infinito.
Escher inserì spesso dei brani tassellativi nelle proprie opere, ma vi dedicò rarissimamente rappresentazioni esclusive: egli, infatti, riteneva che questo genere non fosse dotato di una dignità artistica autonoma e che pertanto andasse frequentato in composizioni più ambiziose e di più grande respiro. È il caso di Giorno e notte, una delle silografie più note dell'artista, dove una tassellazione bidimensionale raffigurante anatre bianche e nere in volo degenera in una fantastica visione dall'alto dei campi coltivati olandesi. Ancora più ambiziosa e articolata è Metamorfosi II, una silografia dove la parola «metamorphose» subisce un processo di metamorfosi, trasfigurandosi in figure geometriche, api, insetti, e persino in una scacchiera e in una veduta del duomo d'Atrani, per poi ritornare al punto di partenza. In Ciclo, invece, troviamo un ignaro ragazzotto che corre in uno scenario architettonico tipicamente amalfitano, per poi trasformarsi inaspettatamente in una tessera geometrica. Vale la pena citare anche Incontro, dove alcune figure bianche e nere (immediatamente qualificate da Escher come «ottimiste» e «pessimiste») si distaccano dalla loro matrice tassellata e prendono vita, per poi avvicinarsi rigidamente e porgersi amichevolmente la mano. Rettili, invece, è particolarmente interessante in quanto riunisce in maniera compendiaria ed elegante i vari interessi che hanno animato le ricerche pittoriche di Escher. Vi sono infatti raffigurati spazi dimensionalmente diversi che si incontrano, con i piccoli animali preistorici che escono dal mondo bidimensionale e tassellato di un libro per poi ritornarvi, ma vi troviamo anche un'agave di Tropea e un dodecaedro, a testimoniare l'amore che il grafico nutrì per l'Italia meridionale e per i solidi platonici.

## Fortuna critica
Nonostante l'iniziale diffidenza dei critici, le opere grafiche di Maurits Cornelis Escher hanno poi raggiunto un successo planetario che non ha mai accennato a subire flessioni. All'inizio a riconoscere il valore dell'oeuvre escheriana sono stati non tanto i critici d'arte, quanto i matematici e cristallografi, che per primi si sono interessati degli aspetti matematici delle litografie di Escher, a partire da Doris Schattschneider, docente di matematica al Moravian College di Bethlehem che, con la collaborazione del pittore newyorchese Wallace Walker ha anche fornito una soluzione plastica alle problematiche poste dal grafico, realizzando poliedri di carta tridimensionali. Importanti anche i contributi di Martin Gardner, autore di un articolo intitolato The Eerie Mathematical Art of Maurits C. Escher [L'affascinante arte matematica di Maurits C. Escher], e di Douglas Hofstadter, che ha ravvivato il culto escheriano con la redazione del libro Gödel, Escher, Bach: un'eterna ghirlanda brillante.
Dopo questa rivalutazione operata dal mondo della matematica anche il pubblico e i critici d'arte si accorsero come Escher sia stato in realtà un artista profondo e innovativo, in grado di vivacizzare schemi estetici sedimentatisi da secoli e di proporne di nuovi. Il grafico Albert Flocon, ad esempio, nell'ottobre 1965 scrisse sulla rivista Jardin des Arts il seguente commento:
(Albert Flocon)

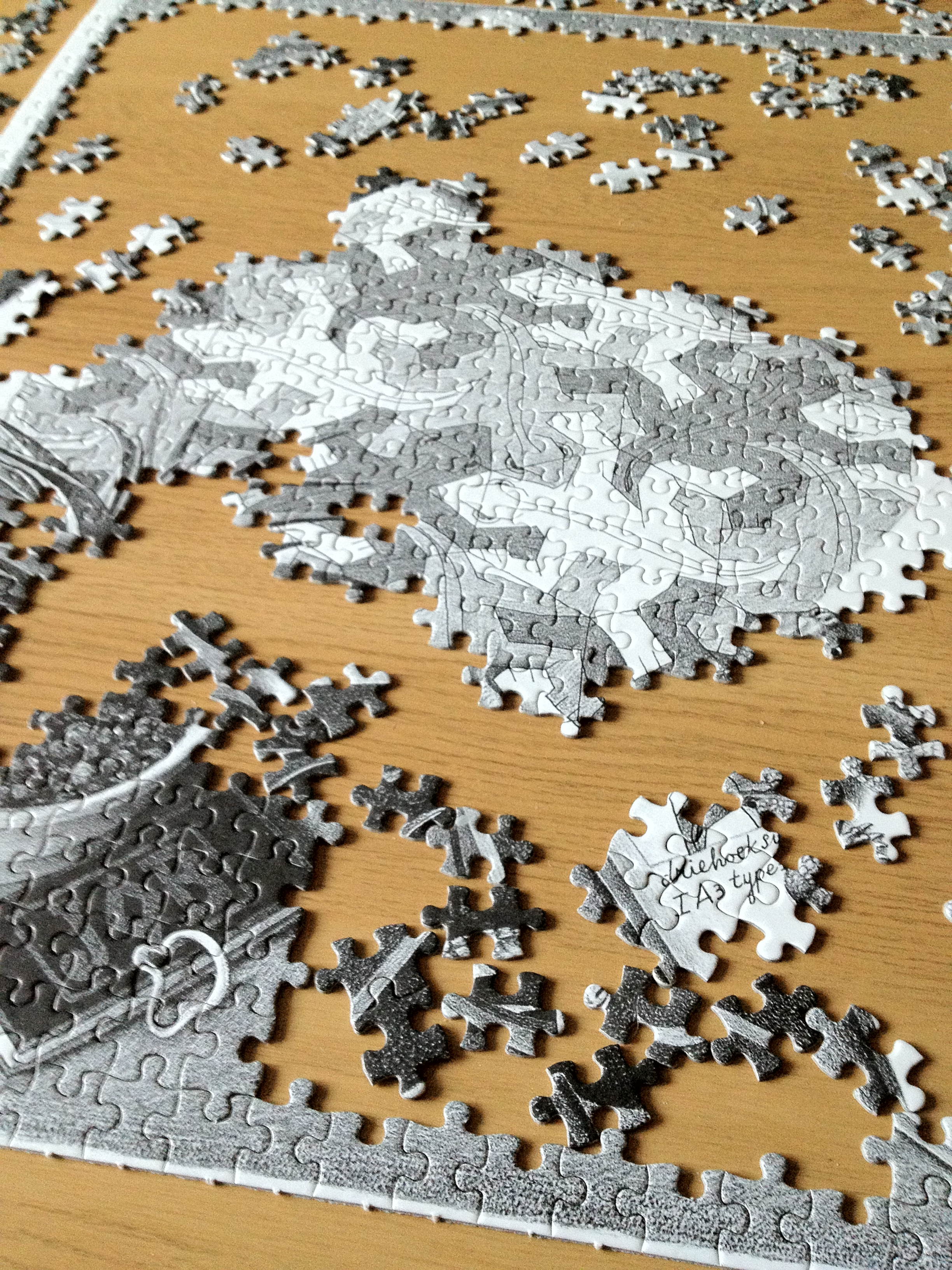
Loeuvre di Escher si è ormai saldamente ancorata nell'immaginario collettivo, a tal punto da trovare impiego anche come puzzle.

Il giudizio di Flocon tracciò i binari entro i quali si sarebbe mossa quella che molti critici hanno definito «Eschermania», in riferimento alla fanatica infatuazione che il pubblico ha con il passare degli anni rivolto verso il grafico olandese. Sono stati molti i fattori a corroborare questo fenomeno: innanzitutto la vasta schiera di artisti dichiaratisi «discepoli» di Escher, in primo luogo il pubblicitario David Hop, lo scultore francese Dominique Ribault, l'italiano Lucio Saffaro e infine Hans Kuiper. Significativa è stata anche la quantità di mostre d'arte che, a partire da quella celeberrima tenutasi a L'Aia nel 1968 («questa mostra non fu meno frequentata [... di quella] su Rembrandt. C'erano giorni in cui si riuscivano a malapena a vedere i quadri» commentò Ernst), si sono succedute tra i plausi generali della critica e del pubblico, sino a culminare alle rassegne più recenti (come quella del 2016-2017 del palazzo reale di Milano) dove le opere in esposizione non sono subite passivamente dello spettatore, che al contrario riveste un ruolo attivo con giochi didattici ed esperienze interattive che non solo ripropongono l'intimo carattere ludico distintivo delle opere escheriane, ma ne favoriscono anche un apprendimento, per così dire, «divertente».
In questo modo l'arte di Escher si è intromessa nei biglietti d'auguri, nei francobolli, nelle scatole da regalo, nelle piastrelle dei pavimenti e nelle schede telefoniche, sino a impreziosire le copertine di illustri opere letterarie e musicali, come On the Run e Ummagumma dei Pink Floyd, e Le cosmicomiche di Italo Calvino. Tutti, «dai matematici ai semplici curiosi, dai trasgressivi agli eccentrici, fino ai critici che vedono nell’opera di Escher un caso pressoché unico della creatività umana» (Marco Bussagli), hanno contribuito al riverbero di questa «Eschermania», che con lo sviluppo dei mezzi di comunicazione di massa è approdata anche nella cinematografia e nella fumettistica. Un riferimento celebre, ad esempio, lo troviamo nella saga di Harry Potter, dove l'architettura della Scuola di Magia e Stregoneria di Hogwarts è movimentata da rampe di scale che cambiano magicamente posizione («Tenete d'occhio le scale, a loro piace cambiare!» ricorda Percy Weasley ai nuovi condiscepoli, con un avvertimento denso di rimandi escheriani e moralistici). L'aspetto angoscioso, surreale ed onirico delle opere di Escher viene ripreso anche nella locandina del film Quella casa nel bosco, negli spot pubblicitari della Audi A6 e della TIM, in una delle scene nodali di Labyrinth - Dove tutto è possibile di Jim Henson, nella Notte al museo - Il segreto del faraone e in alcuni episodi delle serie televisive I Griffin, Futurama e I Simpson. Il mai sopito interesse per le invenzioni di Escher viene poi testimoniato anche dai molteplici omaggi fumettistici provenienti, giusto per citare i casi più celebri, da Topolino, Martin Mystère, Dylan Dog e Berserk. Un chiaro riferimento escheriano (come citazione alla sua Relatività del 1953) si trova anche nell'ambientazione dello studio televisivo della rubrica tecnico-scientifica Prospettive, di Rai Scuola (2023).

## Opere
- 1920: Chiesa di San Bavo, Haarlem, china;
- 1920-1921: In aula di Mesquita, xilografia;
- 1921: Il fantasma, xilografia;
- 1921: Il capro espiatorio, xilografia;
- 1921: La sfera, xilografia;
- 1921: Bello, xilografia;
- 1922: Otto teste, xilografia;
- 1922: Siena, xilografia;
- 1922: San Francesco, xilografia;
- 1923: San Gimignano, xilografia;
- 1923: Paesaggio Italiano, china; e guazzo bianco
- 1923: Delfini in mare fosforescente, xilografia;
- 1923: Albero di palma, matita e china;
- 1923: Autoritratto, xilografia;
- 1925: Donna con fiore, xilografia;
- 1925: Vitorchiano, xilografia;
- 1925: Il corvo nero, xilografia;
- 1925: Il secondo giorno della Creazione, xilografia;
- 1926: Il quinto giorno della creazione, xilografia;
- 1926: Il sesto giorno della Creazione, xilografia;
- 1926 o 1927: Studio di divisione regolare del piano con animali fantastici, matita e acquerello;
- 1927: Processione in cripta, xilografia;
- 1928: Castello in aria, xilografia;
- 1928: Torre di Babele, xilografia;
- 1928: Corte, Corsica, china;
- 1928: Sartene, china;
- 1928: Soveria, Corsica, china;
- 1928: Bonifacio, Corsica, xilografia;
- 1929: Veduta di Goriano Sicoli, litografia;
- 1929: Opi in Abruzzo, litografia;
- 1929: La cattedrale sommersa, xilografia;
- 1929: Autoritratto, litografia;
- 1930: Castrovalva, litografia;
- 1930: Strada di Scanno, litografia;
- 1931: Strega, xilografia;
- 1931: Costa Amalfitana, xilografia;
- 1931: Scala a volta, xilografia;
- 1932: Abitazioni trogloditiche a Sperlinga matita
- 1932: XXIV Emblemata, xilografia;
- 1933: Mare fosforescente, litografia;
- 1933: Fuochi d'artificio, litografia;
- 1934: Natura morta con specchio, litografia;
- 1934: Natura morta con sfera riflettente, litografia;
- 1935: Mano con sfera riflettente, litografia;
- 1935: Ritratto di C.A.Escher, litografia;
- 1937: Natura morta e strada, xilografia;
- 1937: Metamorfosi I, xilografia;
- 1938: Giorno e notte, xilografia;
- 1938: Ciclo, litografia;
- 1938: Cielo e acqua 1, xilografia;
- 1938: Cielo e acqua 2, xilografia;
- 1939-1940: Metamorfosi II, xilografia a tre colori;
- 1942: Verbum, litografia;
- 1943: Rettili, litografia;
- 1943: Formica, litografia;
- 1944: Incontro, litografia;
- 1945: Balconata, litografia;
- 1945: Colonne doriche, xilografia a tre colori;
- 1945: Tre sfere I, xilografia;
- 1946: Specchio magico, litografia;
- 1946: Tre sfere II, litografia;
- 1946: Altro mondo, mezzatinta
- 1947: Altro mondo II, xilografia;
- 1947: Altro mondo, xilografia;
- 1947: Su e giù, litografia;
- 1947: Cristallo, mezzatinta
- 1948: Mani che disegnano, litografia;
- 1948: Goccia di rugiada, mezzatinta
- 1948: Sole e Luna
- 1948: Stelle, xilografia;
- 1949: Planetoide doppio, xilografia;
- 1950: Ordine e caos, litografia;
- 1950: Superficie increspata, incisione su linoleum a due colori;
- 1951: Capriola, litografia;
- 1951: Casa di scale I, litografia;
- 1951: Casa di scale II, litografia;
- 1952: Pozzanghera, xilografia;
- 1952: Drago, xilografia;
- 1952: Gravità, litografia; e acquerello;
- 1952: Divisione spaziale cubica, litografia;
- 1953: Relatività, litografia;
- 1954: Planetoide tetraedrico, xilografia a due colori;
- 1955: Convesso e concavo, litografia;
- 1955: Tre mondi, litografia;
- 1956: Galleria di stampe, litografia;
- 1957: Cubo con nastri magici, litografia;
- 1957: Mosaico II, litografia;
- 1958: Belvedere, litografia;
- 1958: Spirali sferiche, xilografia a quattro colori;
- 1960: Salita e discesa, litografia;
- 1961: Striscia di Moebius I, xilografia a quattro colori;
- 1961: La cascata, litografia;
- 1963: Striscia di Moebius II, xilografia a tre colori;
- 1963: Scatola di latta per biscotti, per il 75º anniversario dell'azienda De Vereenigde Blikfabrieken;
- 1966: Nodi, xilografia a tre colori;
- 1968: Metamorfosi, pittura murale;
- 1969: Serpenti, xilografia a tre colori.